# Carol Paraniak
Carol Mikael Paraniak, född 1 augusti 1956 i Norrköpings Sankt Olai församling i Östergötlands län, är en svensk militär.
Carol Paraniak tog officersexamen vid Krigsskolan 1978, blev samma år löjtnant vid Norrlands dragonregemente och var plutonchef där 1978–1980. Han befordrades 1981 till kapten och var ställföreträdande skvadronchef vid Norrlands dragonregemente 1981–1984. År 1986 befordrades han till major och var under 1986 avdelningschef vid Infanteriets och kavalleriets officershögskola, varpå han gick Högre stabskursen vid Militärhögskolan 1986–1988. Han var detaljchef vid Produktionsavdelningen i Arméstaben 1988–1991, varpå han var skvadronchef vid Norrlands dragonregemente 1991–1992. Han tjänstgjorde 1992–1993 i Gruppen för organisationsutveckling vid Arméstaben, som arbetade med att genomföra 1992 års försvarsbeslut. Under år 1993 var han chef för Informationssektionen i Arméstaben och därefter 1993–1996 arméns informationschef, 1994 befordrad till överstelöjtnant.
Paraniak var chef för Livgardets dragoner 1996–2000 och befordrades till överste 1999. Han var Försvarsmaktens informationschef i Högkvarteret 2001–2002 och chef för Organisationsavdelningen i Grundorganisationsledningen i Högkvarteret 2003–2005. Åren 2005–2007 var han militärsakkunnig i Försvarsdepartementet. Han var chef för Underrättelse- och säkerhetsavdelningen, J2, i Insatsledningen 2008–2011 och chef för Avdelningen för civil/militär samverkan och rustningskontroll i Insatsledningen i Högkvarteret 2012–2017 tillika under 2016 talesperson för Resolute Support Mission.

## Utmärkelser
- Riddare av Isländska falkorden (1998-11-24)[6]